# Genesis 2014
Genesis 2014 è stata la nona edizione prodotta dalla Total Nonstop Action Wrestling e la prima ad essere trasmessa in formato gratuito e non in pay-per-view. L'evento e stato registrato presso il "Von Braun Center" di Huntsville in Alabama e trasmesso in due puntate dall'emittente televisiva Spike TV.

## Risultati
Match trasmessi il 16 gennaio 2014.
| # | Match | Stipulazioni                                                                                     | Durata |
| - | --- | ------------------------------------------------------------------------------------------------ | ------ |
| 1 | Samoa Joe, James Storm, Gunner, Eric Young, Joseph Park e ODB hanno sconfitto The BroMans (Jessie Godderz e Robbie E), Zema Ion, Bad Influence (Christopher Daniels e Kazarian) e Lei'D Tapa | Tag team match di 12 persone                                                                     | 8:00   |
| 2 | Bully Ray ha sconfitto Mr. Anderson | No disqualification match                                                                        | 10:00  |
| 3 | Madison Rayne ha sconfitto Gail Kim (c) (con Lei'D Tapa) | Single Match per il titolo TNA Knockout's Championship                                           | 04:10  |
| 4 | Ethan Carter III ha sconfitto Sting | Single match per il TNA Knockout's Championship con Rockstar Spud e Magnus come Arbitri speciali | 05:05  |
|   | (c) = Campione in carica al momento dell'inizio del match |                                                                                                  |        |

Match trasmessi il 23 gennaio 2014.
| # | Match                                                  | Stipulazioni | Durata |
| - | ------------------------------------------------------ | --- | ------ |
| 1 | Gunner ha sconfitto James Storm                        | Gunner metteva in palio la sua valigetta del Feast or Fired contenente la possibilità di sfidare il campione in carica del titolo TNA World Heavyweight Championship | 05:39  |
| 2 | Austin Aries ha sconfitto Chris Sabin (c)              | Single match per il titolo TNA X Division Championship | 05:08  |
| 3 | Kurt Angle ha sconfitto Bobby Roode                    | Steel Cage match | 14:14  |
| 4 | Samoa Joe ha sconfitto Rockstar Spud per sottomissione | Single match | 02:17  |
| 5 | Magnus (c) ha sconfitto Sting (con Samoa Joe)          | Title vs. career match senza squalifica per il titolo TNA World Heavyweight Championship                                                                             | 13:27  |
|   |                                                        | (c) = Campione in carica al momento dell'inizio del match |        |